# Toravorlesung

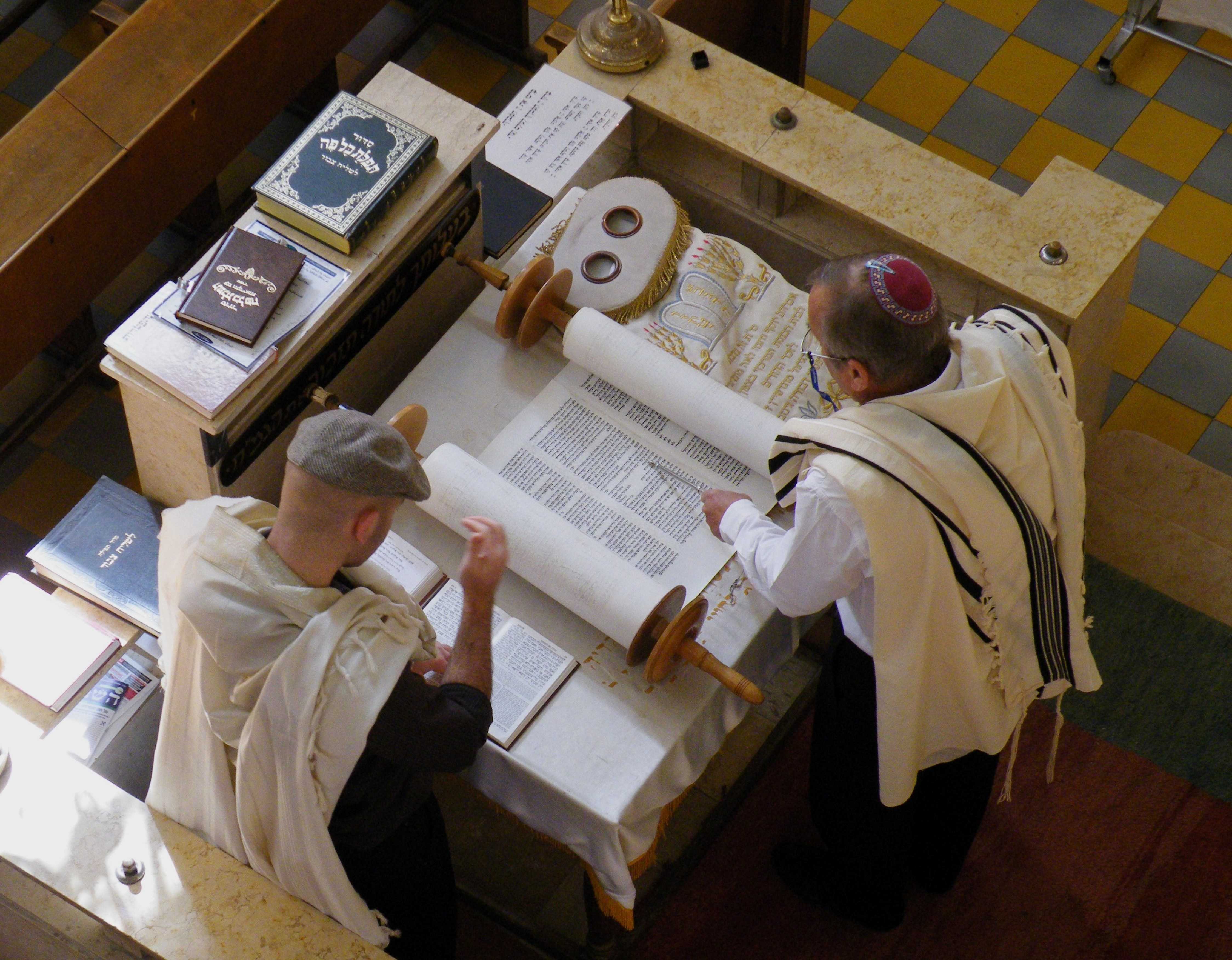
Toravorlesung

Die Toravorlesung (hebräisch קְרִיאַת הַתּוֹרָה Kriat haTora) ist der zentrale Teil des jüdischen Gottesdienstes und besteht aus unterschiedlichen Abschnitten mit Gebeten und Handlungen. Sie beginnt mit dem Ausheben der Tora aus dem Toraschrein, worauf die eigentliche Vorlesung des Wochenabschnitts und eventueller Zusatzabschnitte an Feiertagen folgt, und endet mit dem abschließenden Einheben der Tora.
Der Baal Kore (hebräisch בַּעַל קוֹרֵא ‚Herr des Lesens‘) ist der Vorleser der Tora in der Synagoge. Er liest aus einer nicht vokalisierten und nicht punktierten Torarolle, also ohne Vokalzeichen oder Kantillationszeichen, was hohe Genauigkeit und Vorbereitung erfordert. Der Baal Kore sollte keine Fehler machen, weil: 
- Die Toralesung ein zentrales Element des jüdischen Gottesdienstes ist, sie gilt als öffentliche Wiedergabe des göttlichen Wortes.
- Die Tora darf nicht verändert oder entstellt werden, selbst ein kleiner Fehler kann den Sinn verfälschen.
- Die Gemeinde erfüllt durch das Zuhören ihre religiöse Pflicht (Mitzwa), ein Fehler könnte diese Pflichterfüllung gefährden.

Bei Aussprachefehlern oder falscher Betonung wird dieser sofort korrigiert, oft von einem aufmerksamen Gemeindemitglied oder dem Gabba’i (hebräisch גַּבַּאי ‚Synagogendiener‘). Wenn er ein Wort auslässt, vertauscht oder falsch liest, muss der Leser zurückgehen und es korrekt lesen, sogar den ganzen Vers oder Abschnitt wiederholen.

## Alijah laTorah

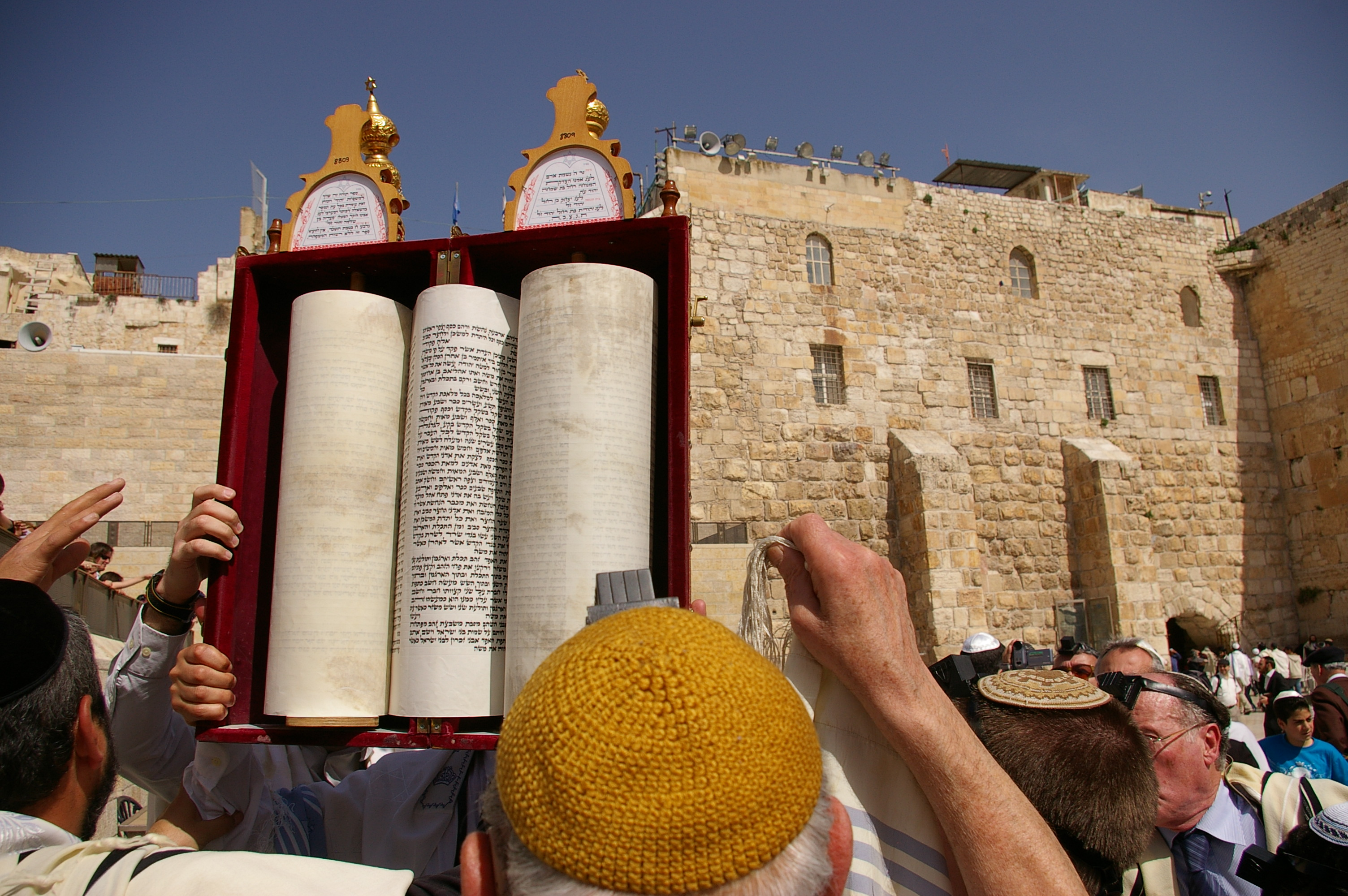
Levantar, sephardisch

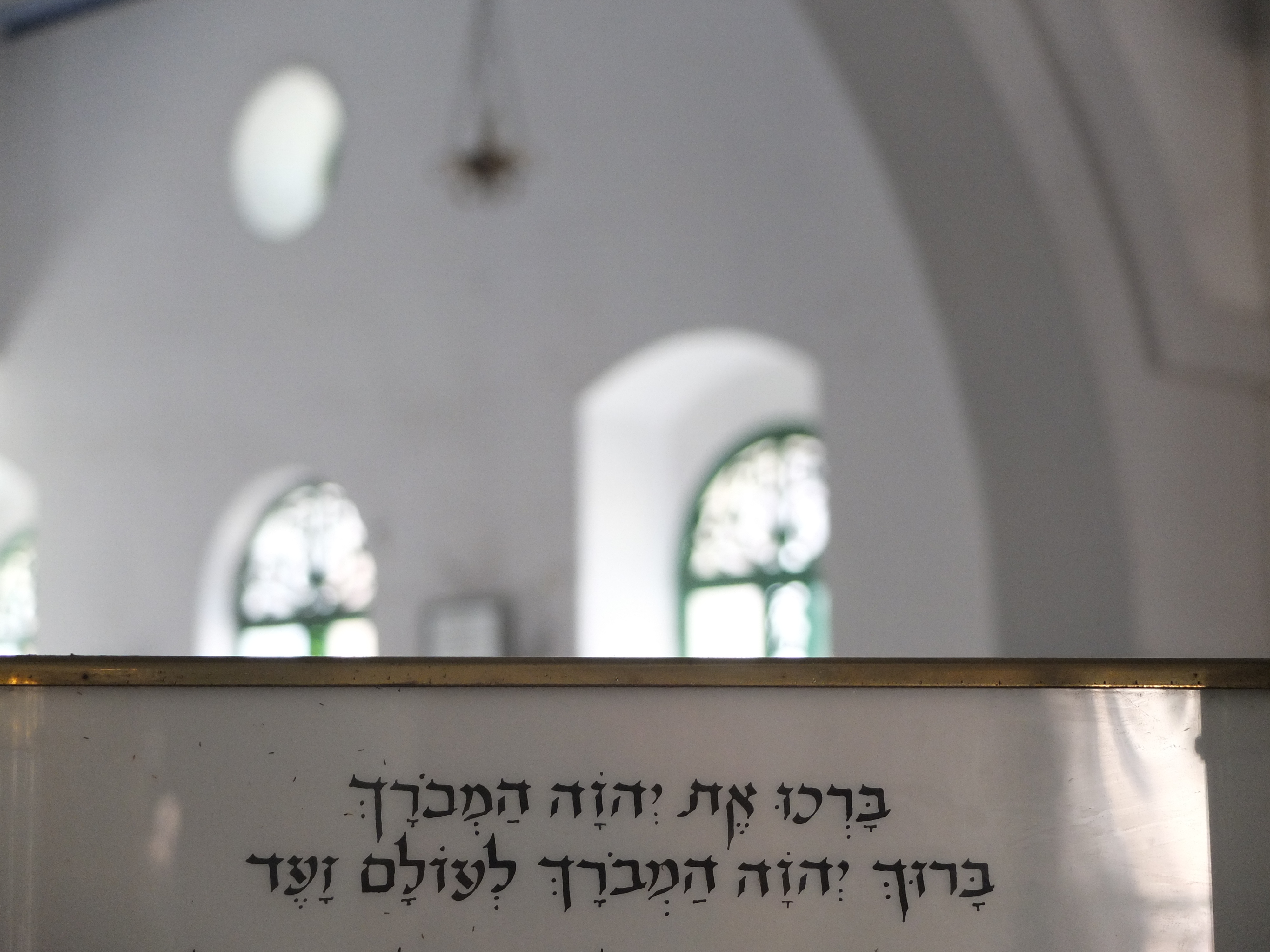
Birchot haTora – Vor-Beracha

Im Talmud ist festgelegt, dass die Tora öffentlich vorgelesen werden soll. Die Rabbiner erweiterten diese religiöse Pflicht auf wöchentliche Lesungen am Schabbat und später auch an den Markttagen Montag und Donnerstag. Als Alijah laTorah (hebr. עליה לתורה, kurz Alijah) wird im Judentum das Lesen eines Toraabschnitts in der Synagoge bezeichnet. Alijah (hebräisch עליה, Plural Alijot) bedeutet Aufstieg, Aufruf.
Ursprünglich durften Männer, Frauen und Kinder einen Aufruf zur Tora erhalten. In der tannaitischen Zeit (1./2. Jahrhundert) wurde dies jedoch abgeschafft und festgelegt, dass nur Männer nach der Bar Mitzwa aufgerufen werden dürfen. Viele nichtorthodoxe Gemeinden haben diese Einschränkung im Zuge der Gleichstellung der Frau in allen religiösen Bereichen aufgehoben und rufen auch Frauen zur Tora auf.
Der Mischna folgend wird in orthodoxen und manchen konservativen Gemeinden gemäß einer Rangliste aufgerufen, zunächst ein Kohen, dann ein Levi und schließlich ein „Israel“. Ist kein Levi anwesend, so soll an seiner Stelle ein bereits aufgerufener Kohen erneut aufgerufen werden („Kohen bimqom Levi“). Ist jedoch kein Kohen da, so kann an seiner Stelle entweder ein Levi oder ein Israel aufgerufen werden, meist derjenige mit der größten Torakenntnis. Wurde ein Israel anstelle eines Kohen aufgerufen, so darf als Zweiter kein Levi mehr folgen.
In Reformgemeinden, die die besondere Stellung der Kohanim, die sich aus dem Tempelkult ergibt, ablehnen und die ununterbrochene Vererbungslinie der Kohanim seit der Tempelzerstörung anzweifeln, gibt es diese Regeln nicht mehr. Diejenigen, die eine Alija erhalten haben, werden vom גבאי Gabbai (Vorsteher) entweder mit Namen oder mit ihrer Rangfolge („fünfte/r“, „sechste/r“) aufgerufen. Wer zur Tora aufgerufen wird, tritt in einen Tallit (Gebetsschal) gehüllt zum Vorlesepult, berührt die Tora mit den Zizit und spricht die Brachot (Segenssprüche) vor der Lesung. Im Anschluss daran folgt die Toralesung, deren Mindestmaß bei drei Versen liegt, wobei kein Absatz mit einem für Israel unheilvollen Inhalt beginnen oder abschließen darf.
Ursprünglich las der Aufgerufene seinen Abschnitt selbst, etwa seit dem 13. Jahrhundert übernimmt diese Aufgabe ein sog. Ba’al Qore oder Ba’al Qeri'a (Meister der Lesung), ein professioneller Tora-Leser, der den Abschnitt mit den aus dem Mittelalter überlieferten Teamim, dem sogenannten Tropp, vorträgt.
Der „Aufruf“ (jiddisch אויפרוף oifruf) ist ein aschkenasischer Brauch, bei dem ein Bräutigam in der Synagoge zu einer Tora-Lesung aufgerufen wird. Die Aufruf-Zeremonie findet typischerweise am Schabbat vor der jüdischen Hochzeit (Chuppa) statt. Er kann aber auch montags oder donnerstags, an denen ebenfalls aus der Tora vorgelesen wird, stattfinden. Der Schabbat heißt dabei Schabbat Chatan hebräisch שבת חתן, „Schabbat des Bräutigams“.

## Ablauf

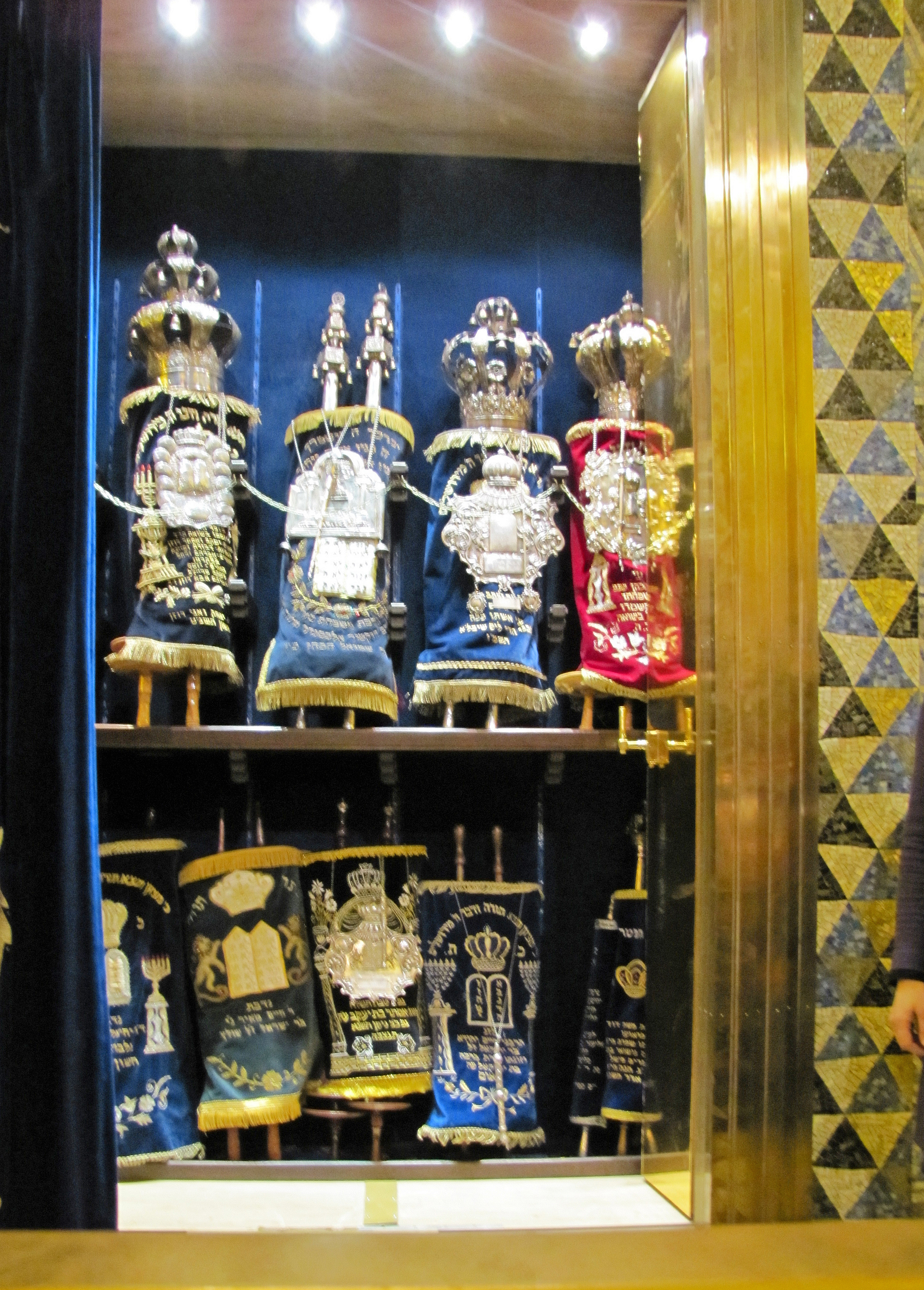
Toraschrein mit Torarollen. Sie stellen das „Vermögen“ der Synagoge dar.

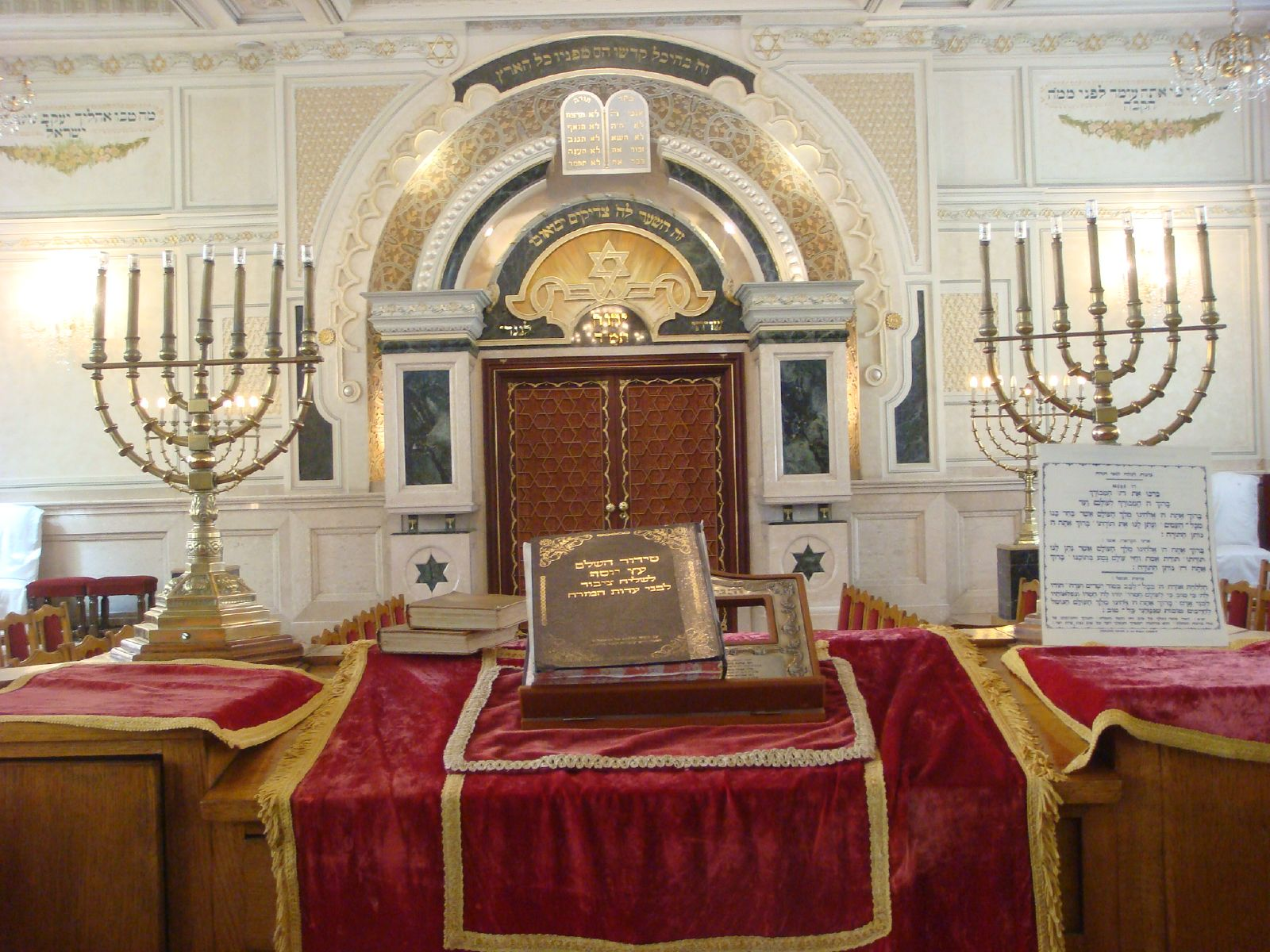
Bima (Gebetstisch) mit dem geschlossenen Toraschrein im Hintergrund

Die Tora-Schriftrolle befindet sich in einem Toraschrein, der als heilige Arche (Aron Kodesch) bezeichnet wird. Die Heilige Arche befindet sich normalerweise vor dem Heiligtum und ist ein zentrales Element der Synagogenarchitektur. Bei den Aschkenasim ist die Bima, ein Gebetstisch, traditionell im Zentrum der Synagoge situiert. Bei den Sephardim wird das Lesepult Tevah (תֵּבָה) genannt und befindet sich traditionell an der dem Toraschrein gegenüberliegenden Seite des Synagogenraums. Bei den Sephardim leitet der Vorbeter den Gottesdienst von der Tevah, bei den Aschkenasim vom Amud. Wenn das Vorlesen aus der Tora ansteht, wird die Tora von jemandem aus der Arche entfernt, der aus den Anwesenden für diese Ehre ausgewählt wurde. Bestimmte Gebete werden rezitiert, wenn sie herausgehoben wird. Die Tora wird dann von demjenigen zur Bima getragen, der den Gottesdienste leitet – einer Plattform oder einem Tisch, von dem aus sie vorgelesen wird; Weitere Gebete werden während dessen von der Gemeinde rezitiert.
In der sephardischen Tradition wird die Tora vor der Toravorlesung angehoben. Dies wird als Levantar (hebräisch לֶבַנְטר) bezeichnet. Zudem werden die Birchot haTora (hebräisch בִּרְכוֹת הַתּוֹרָה) – Segenssprüche für Alijah laTorah – vorgetragen. Es ist der einleitende Segensspruch, die Vor-Bracha. Der zur Lesung aufgerufene Oleh (hebräisch עוֹלֶה) sagt mehrere Segenssprüche.
Wenn ein Teil gelesen worden ist, tritt der Vorbeter vom Tisch zurück. Der Oleh nimmt seinen Platz am Tisch vor der offenen Schriftrolle ein. Der anstehende Vers wird ihm angezeigt. Er kann die Schriftrolle küssen (normalerweise indem er die Ecke seines Gebetsschals küsst und mit diesem dann den Rand der Schriftrolle – nicht die Schrift – berührt). Während er die Segnungen rezitiert, hält er beide Griffe der Schriftrolle, und wenn die eigentliche Schriftrollenlesung von jemand anderem durchgeführt wird, tritt der Oleh zur Seite, hält aber weiterhin mit einer Hand einen der Griffe der Schriftrolle fest.

### Segenssprüche vor der Toravorlesung
| Hebräisch           | Transliteration                | Übersetzung                          |
| ------------------- | ------------------------------ | ------------------------------------ |
| בָּרֲכוּ אֶת־יהוה הֵמבוֹרָךְ | Barachu et-Adonai ha-Meworach. | Segnet Gott, den gesegnet werdenden! |

| Hebräisch                  | Transliteration                         | Übersetzung                                                  |
| -------------------------- | --------------------------------------- | ------------------------------------------------------------ |
| בּרוּךְ יהוה הֵמבוֹרָךְ לְעוֹלָם וָעֶד | Baruch Adonai ha-Meworach l’olam Wa’ed. | Gesegnet sei Gott, der gesegnet werdende, in aller Ewigkeit. |

### Während der Toravorlesung
Der jeweilige Abschnitt ist nach seiner Sidra (סדרא, auch: Parascha פרשה) benannt (siehe Liste der Wochenabschnitte). Während der Toravorlesung trägt der Vorbeter die jeweilige Parascha in der entsprechenden Cantillation (טעמים Teamim, Betonung) laut vor. Der zur Toralesung Aufgerufene Oleh liest leise mit. Bei einer Bar Mitzwa eines Jungen (in Reformgemeinden auch bei der Bat Mitzwa eines Mädchens) wird jedoch der Abschnitt von den Betroffenen selbst laut vorgelesen, den sie zuvor wochen- bis monatelang mit einem Toralehrer – einschließlich der zugehörigen Melodie – geübt haben. Der Oleh wiederholt anschließend den Segen, der von der Gemeinde gesprochen wurde.

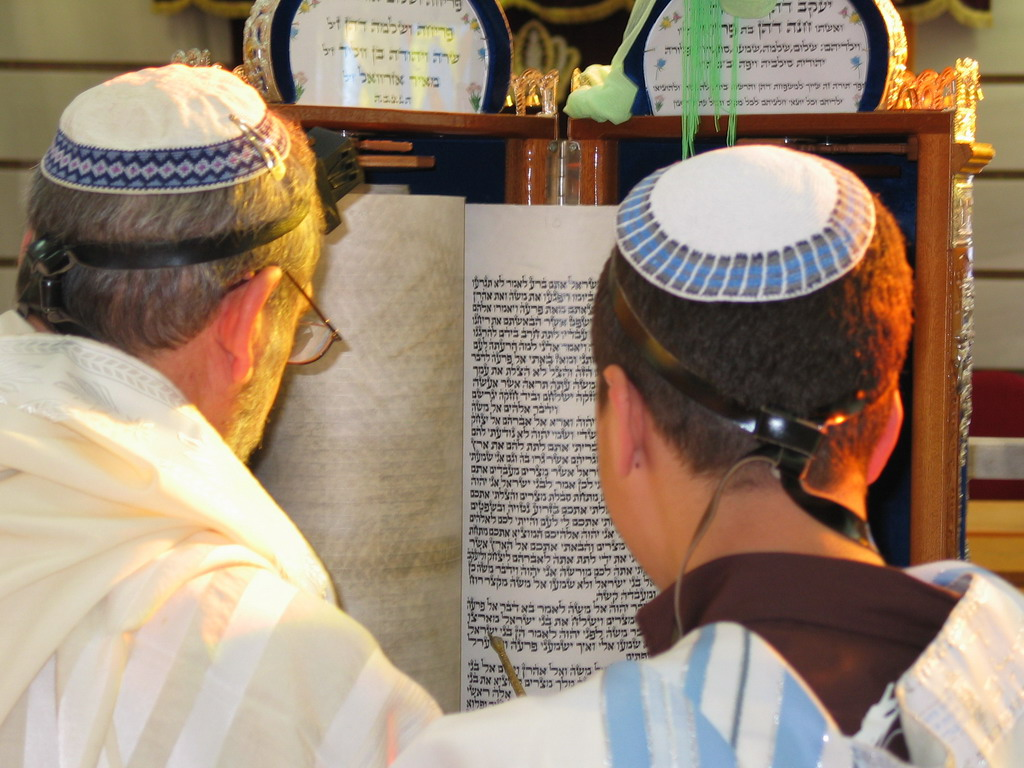
Toravorlesung, sephardisch
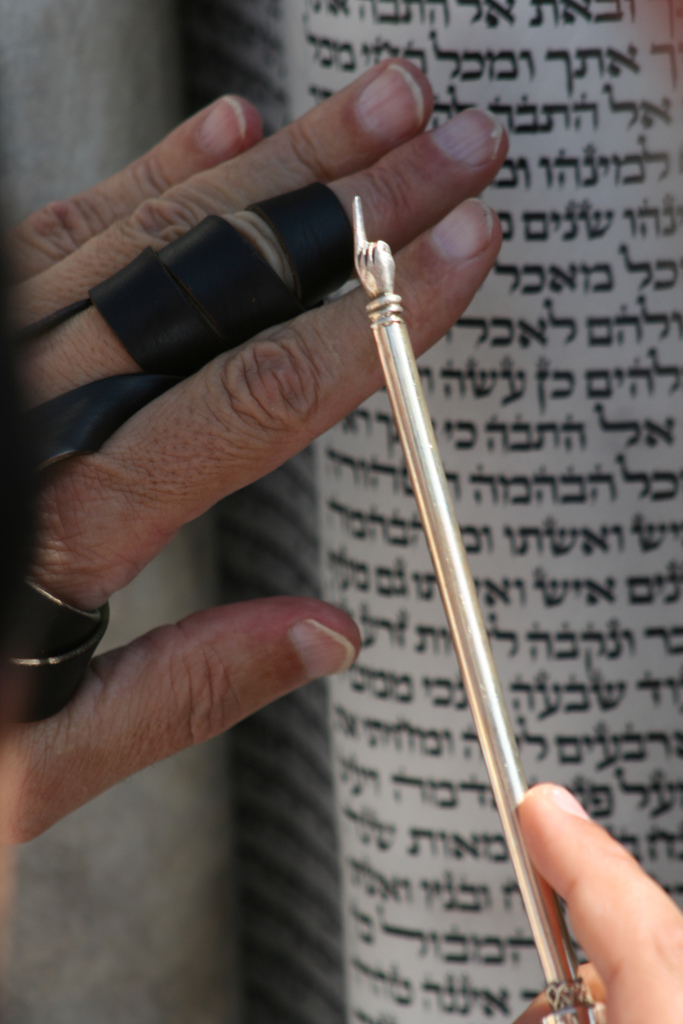
Toravorlesung – Parascha, sephardisch

### Segenssprüche nach der Toravorlesung
Nach der Toravorlesung werden erneut die Birchot haTora (hebräisch בִּרְכוֹת הַתּוֹרָה) – Segenssprüche für Alija laTora – vorgetragen. Es ist nun der abschließende Segensspruch, die Nach-Bracha:
| Hebräisch                                                                                                  | Transliteration | Übersetzung |
| --- | --- | --- |
| בּרוּךְ אַתָּה יהוה אֱלֹהֵינוּ מֶלֶךְ הָעוֹלָם׃ \ אֲשֶׁר נָתַן־לָנוּ תּוֹרַת אֱמֶת׃ \ וְחַיֵי עוֹלָם נָטֵע בְּתוֹכֵנוּ׃ \ בָּרוּךְ אַתָּה יהוה נוֹתֵן הַתּוֹרָה | Baruch atah Adonai, Elohejnu melech ha’olam. / Ascher natan-lanu Torat emet. / We’chaiej olam nate be-Tochenu. / Baruch ata Adonai, noten ha-torah. | Gesegnet seist Du, Gott unser Gott, König der Welt, / der uns die Lehre der Wahrheit gegeben / und das ewige Leben in unsere Mitte gepflanzt, / gesegnet seist du, Gott, Geber der Lehre. |

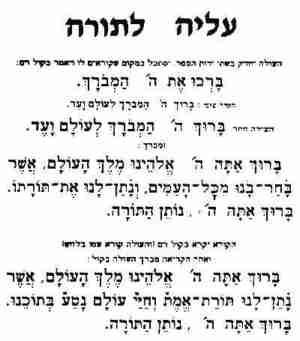
Birchot haTora, Text
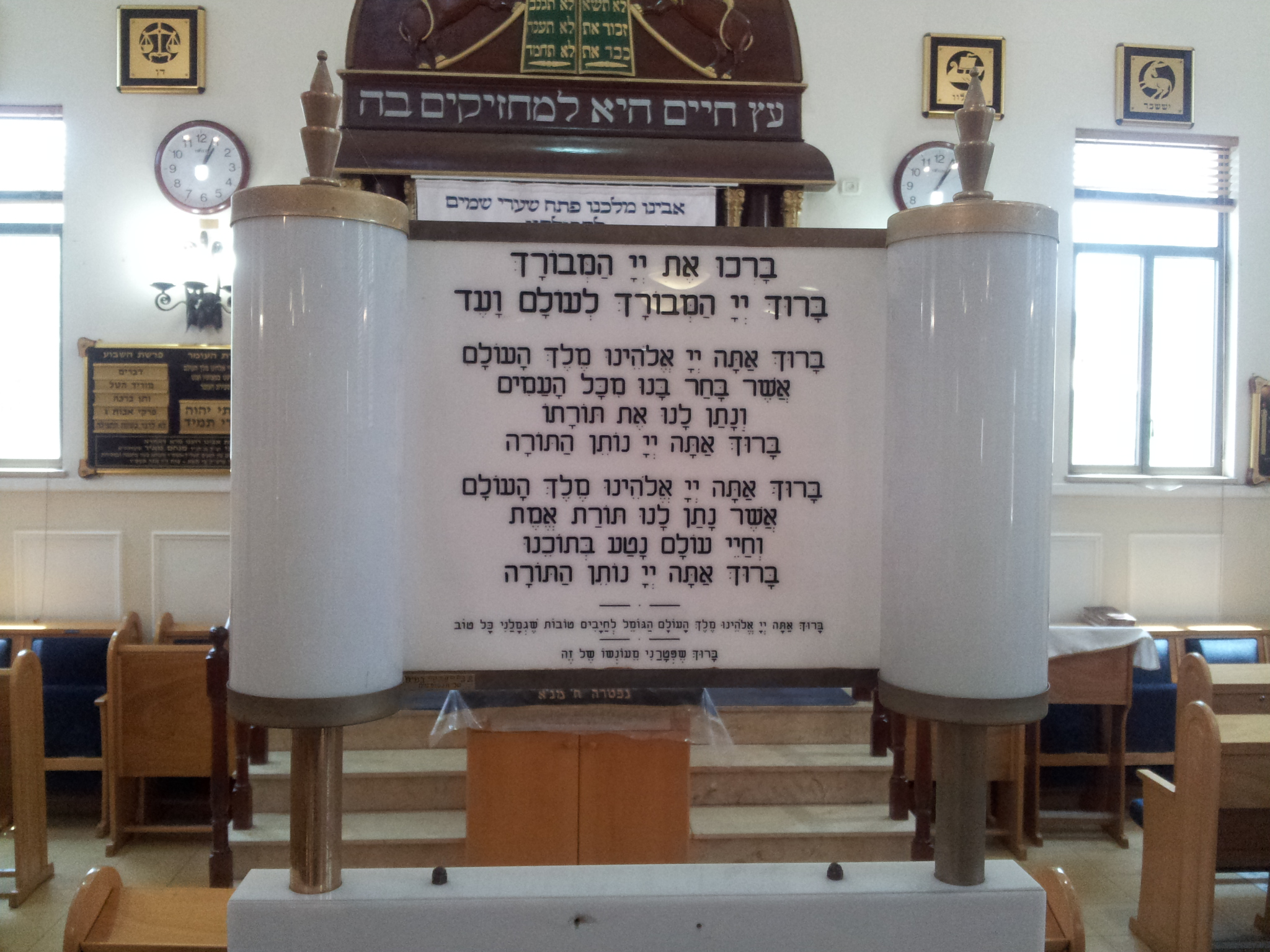
Birchot haTora in der Beth Shalom Synagoge in Afula

Nach der Toravorlesung betet der Vorbeter das Halbe Kaddisch, auch Chatzi Kaddisch (hebräisch חֲצִי קַדִּישׁ) oder (hebräisch קַדִּישׁ לְעֵילָא) genannt. Anschließend wird die Torarolle durch den מגביה Magbiah („Heber“) emporgehoben. Das Emporheben der Tora wird als Hagbaha (הַגְבָּהָה) beschrieben. Die Gemeinde spricht:
| Hebräisch | Transliteration | Übersetzung |
| --- | --- | --- |
| וְזֹאת הַתּוֹרָה אֲשֶׁר שָׂם מֹשֶׁה לִפְנֵי בְּנֵי יִשְׂרָאֵל, עַל-פִּי יְהוָה בְּיַד-מֹשֶׁה עֵץ-חַיִּים הִיא לַמַּחֲזִיקִים בָּהּ וְתֹמְכֶיהָ מְאֻשָּׁר. דְּרָכֶיהָ דַרְכֵי-נֹעַם וְכָל-נְתִיבוֹתֶיהָ שָׁלוֹם. אֹרֶךְ יָמִים בִּימִינָהּ בִּשְׂמֹאולָהּ עֹשֶׁר וְכָבוֹד׃ | We-sot hat-tora ascher sam mosche lifneij bneij Jisrael, al pi Adonai be-jad mosche. Etz chaim hi la-machasikim ba we-tomcheja me’uschar. deracheja darchej noam we-chol netiwotejah schalom. Orech jamim bimina bi-smola oscher we-chawod. | Und dies ist die Lehre, welche Mosche niedergelegt hat vor Jisraels Söhnen, auf Gottes Ausspruch durch Mosche. Ein Baum des Lebens ist sie denen, die sich an ihr halten, und die sie festigen sind ein beglückter Kreis. Wege der Anmut sind ihre Wege und alle ihre Pfade Frieden. Lebensdauer ist in ihrer Rechten, in ihrer Linken Reichthum und Ehre. Gott will es um seiner Gerechtigkeit willen, daß er der Lehre immer mehr Größe und Herrlichkeit verleiht. |

### Zusätze
Der Birkat haGomel (hebräisch בִּרְכַּת הַגּוֹמֵל, Segensspruch des Gomel) erfolgt, wenn sich der Aufgerufene vor kurzem in Todesgefahr befunden hat, so bei schwerer Krankheit, Operation, im Flugzeug oder in Gefangenschaft.

### Einrollen der Tora
In der aschkenasischen Tradition erfolgt das Emporgeben der Tora nach dem Lesen und wird Hagbahah genannt. Der Magbiah („Heber“) hebt die Tora in die Höhe und zeigt den Text für alle sichtbar an, während der Golel („Roller“) die Tora mit der Mappa umwickelt. Dieser Vorgang wird als Gelila (גְּלִילָה) beschrieben. Die umhüllte Torarolle wird nun mit dem Toramantel, Rimonim (Krone) und dem Torazeiger versehen. In konservativen, reform-, rekonstruktivistischen und einigen modern-orthodoxen Gemeinden können diese Aufgaben auch von einer Frau ausgeübt werden. Die Bezeichnungen für Frauen sind „Magbihah“ bzw. „Golellet“.
Nach dem Kaddisch – an Tagen, an denen aus einem Buch der Nevi’im (Propheten) vorgelesen wird, – erhält der Maftir (hebräisch מַפְטִיר) eine letzte Alija laTora, so am Schabbat und an Feiertagen sowie an den Nachmittagen von Fasttagen.
Bevor die Tora zurück in den Toraschrein gebracht wird, schließt die Toravorlesung mit der Haftara (hebräisch הַפְטָרָה), einer Lesung aus einem Buch der Nevi’im, ab.

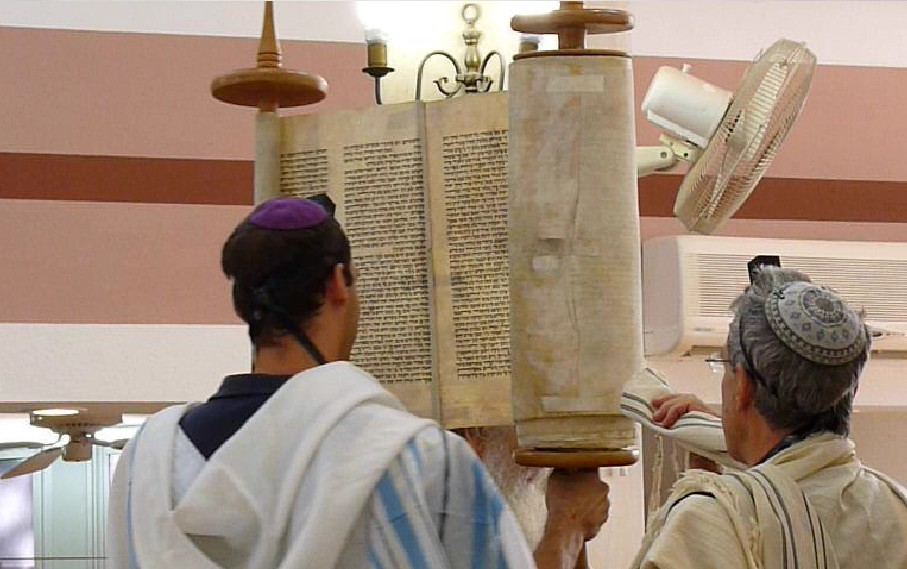
Hagbaha
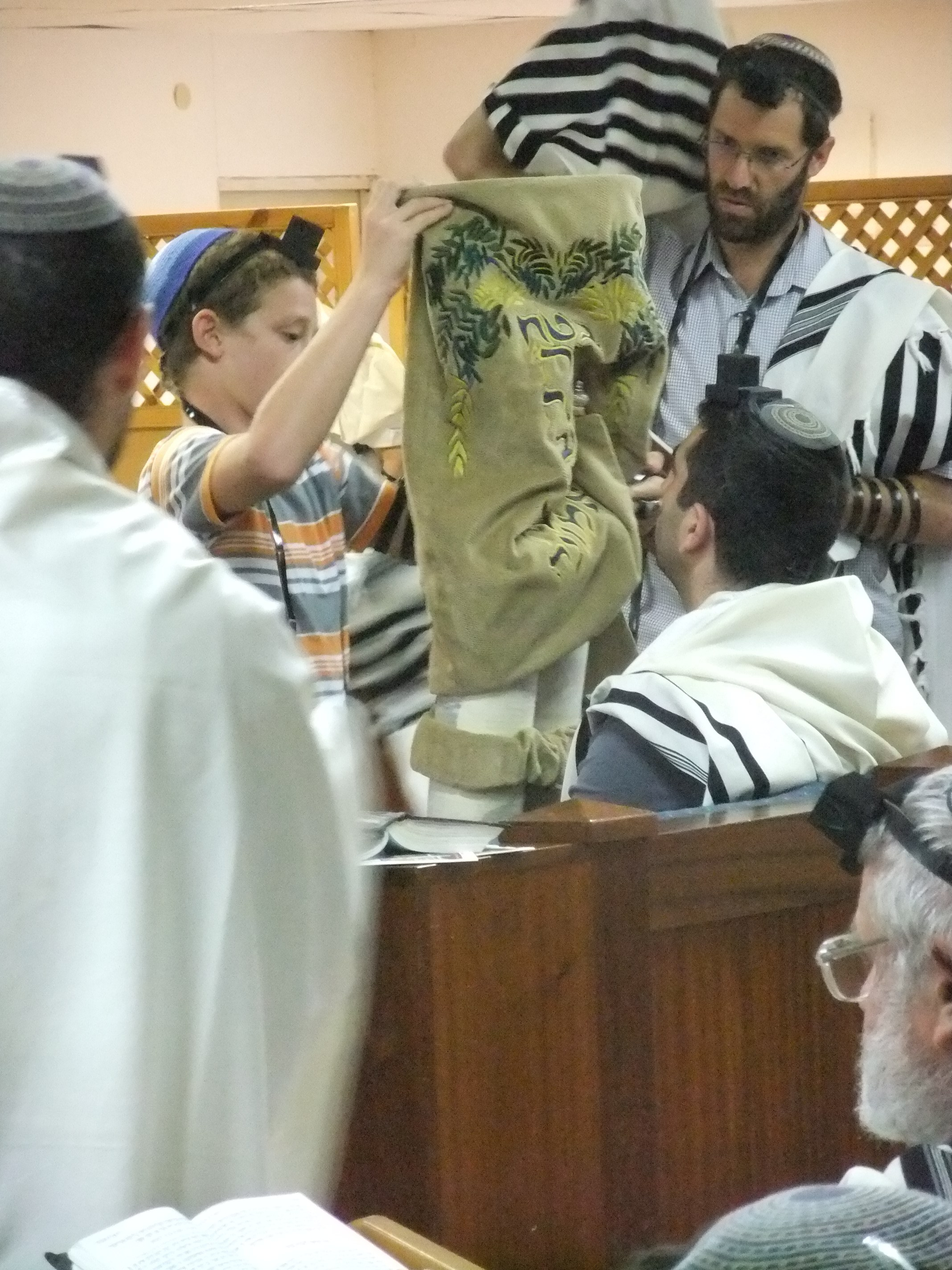
Gelila
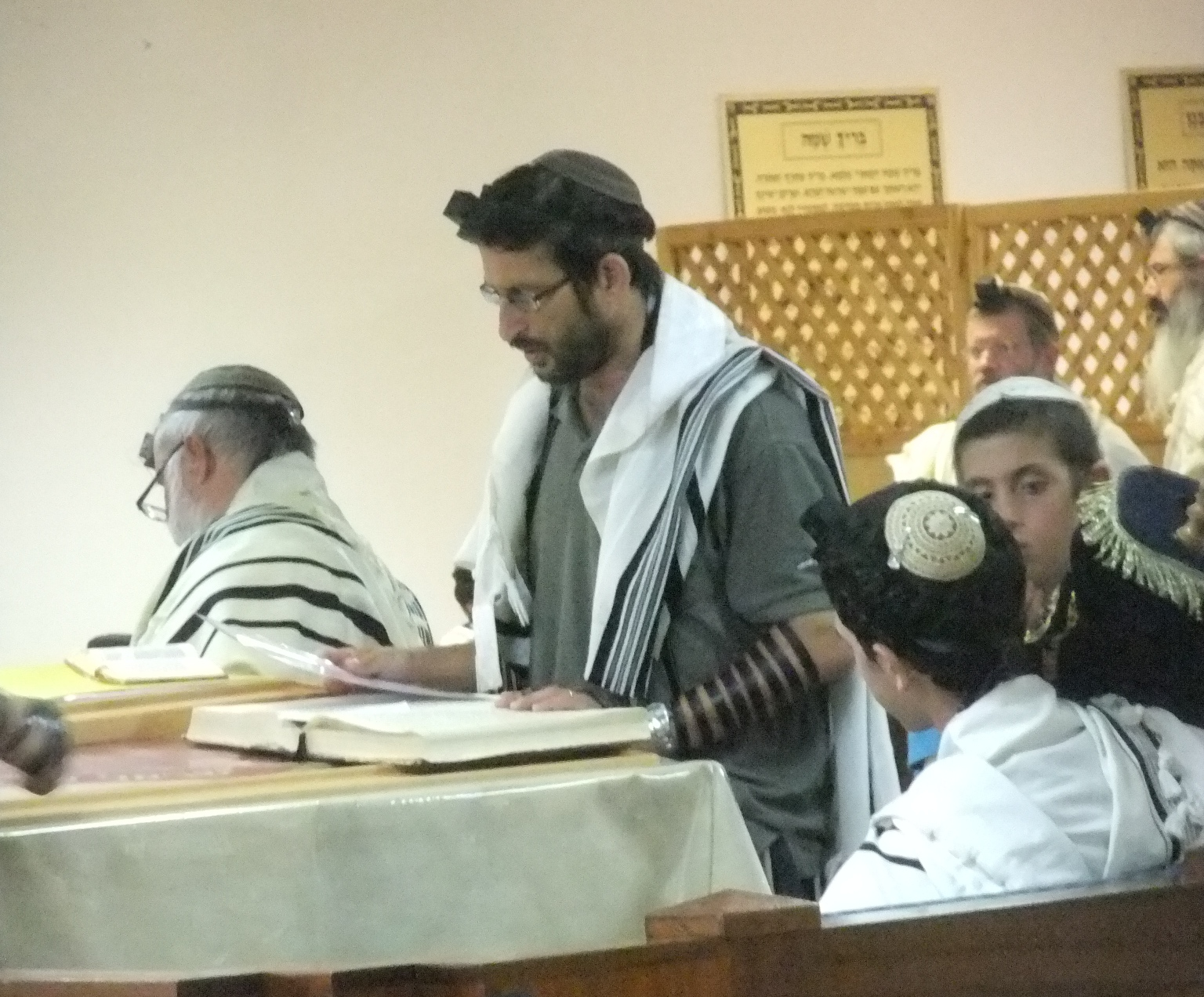
Haftara

- Hagbaha (hebräisch הַגְבָּהָה)
- Gelila (hebräisch גְּלִילָה)
- Haftara (hebräisch הַפְטָרָה)

### Beim Zurückbringen in den Toraschrein
Beim Einheben der Tora in den Schrein wird folgendes Gebet gesprochen:
| Hebräisch | Transliteration | Übersetzung |
| --- | --- | --- |
| יְהַלְלוּ אֶת-שֵׁם יְהוָה כִּי-נִשְׂגָּב שְׁמוֹ לְבַדּוֹ הוֹדוֹ עַל-אֶרֶץ וְשָׁמָיִם וַיָּרֶם קֶרֶן לְעַמּוֹ, תְּהִלָּה לְכָל-חֲסִידָיו, לִבְנֵי יִשְׂרָאֵל, עַם קְרֹבו הַלְלוּ־יָהּ | Jehallelu et-schem Adonai ki nischgaw schemo lewado hodu al eretz we-schamim wa-jarem keren le-amo, tehila le-chol-chasidaw liwneji jisrael, ahm krowo, hallaluja. | Spreche man den Namen Gott in Thatenlob aus, daß sein Namen allein hocherhaben, seine Majestät über Erde und Himmel sei! Wenn er seinem Volke das Horn erhob, ist es Thatenlob für alle Ihm in Liebe sich hingebenden, Jisraels Söhnen nur als dem ihm von je nahen Volke, Hallaluja. |